# Liste der Rechtsnormen der Bundesrepublik Deutschland/Verträge
| A                   | |
| ABZusGrBrückVtr CES | Vertrag zwischen der Bundesrepublik Deutschland und der Tschechischen Republik über den Zusammenschluß der deutschen Autobahn A 6 und der tschechischen Autobahn D 5 an der gemeinsamen Staatsgrenze durch Errichtung einer Grenzbrücke                                     |
| AEUV                | Vertrag über die Arbeitsweise der Europäischen Union |
| AHiVwVtr AUT        | Vertrag zwischen der Bundesrepublik Deutschland und der Republik Österreich über Amts- und Rechtshilfe in Verwaltungssachen |
| AufsRatVtr CHE      | Vertrag zwischen der Bundesrepublik Deutschland und der Schweizerischen Eidgenossenschaft über die Regelung von Fragen, welche die Aufsichtsräte der in der Bundesrepublik Deutschland zum Betrieb von Grenzkraftwerken am Rhein errichteten Aktiengesellschaften betreffen |
| AusglVtr NLD        | Vertrag zwischen der Bundesrepublik Deutschland und dem Königreich der Niederlande zur Regelung von Grenzfragen und anderen zwischen beiden Ländern bestehenden Problemen (Ausgleichsvertrag)                                                                               |
| AuslfVtr AUS        | Vertrag zwischen der Bundesrepublik Deutschland und Australien über die Auslieferung |
| AuslfVtr USA 1978   | Auslieferungsvertrag zwischen der Bundesrepublik Deutschland und den Vereinigten Staaten von Amerika |
| AuslfVtr YUG        | Vertrag zwischen der Bundesrepublik Deutschland und der Sozialistischen Föderativen Republik Jugoslawien über die Auslieferung |
| AutobBrVtr BEL      | Vertrag zwischen der Bundesrepublik Deutschland und dem Königreich Belgien über den Bau und die Unterhaltung einer Autobahnbrücke über die Our bei Steinebrück |

| B               | |
| BüsingenVtr CHE | Vertrag zwischen der Bundesrepublik Deutschland und der Schweizerischen Eidgenossenschaft über die Einbeziehung der Gemeinde Büsingen am Hochrhein in das schweizerische Zollgebiet |

| D      | |
| DeuVtr | Vertrag über die Beziehungen zwischen der Bundesrepublik Deutschland und den Drei Mächten (in der gemäß Liste I zu dem am 23. Oktober 1954 in Paris unterzeichneten Protokoll über die Beendigung des Besatzungsregimes in der Bundesrepublik Deutschland geänderten Fassung) |

| E                    | |
| EAGVtr               | Vertrag zur Gründung der Europäischen Atomgemeinschaft (EURATOM) |
| ECHVertr             | Vertrag über die Energiecharta |
| EEMD-ZVAnl II        | Vertrag über die Durchführung des Europäischen elektronischen Mautdienstes auf Bundesfernstraßen im Geltungsbereich des Bundesfernstraßenmautgesetzes |
| EGBeitrVtr ESP/PRT   | Vertrag zwischen dem Königreich Belgien, dem Königreich Dänemark, der Bundesrepublik Deutschland, der Griechischen Republik, der Französischen Republik, Irland, der Italienischen Republik, dem Großherzogtum Luxemburg, dem Königreich der Niederlande, dem Vereinigten Königreich Großbritannien und Nordirland (Mitgliedstaaten der Europäischen Gemeinschaften) und dem Königreich Spanien und der Portugiesischen Republik über den Beitritt des Königreichs Spanien und der Portugiesischen Republik zur Europäischen Wirtschaftsgemeinschaft und zur Europäischen Atomgemeinschaft |
| EGFusionsVtr         | Vertrag zur Einsetzung eines gemeinsamen Rates und einer gemeinsamen Kommission der Europäischen Gemeinschaften |
| EGKSVtr              | Vertrag über die Gründung der Europäischen Gemeinschaft für Kohle und Stahl |
| EinigVtr             | Vertrag zwischen der Bundesrepublik Deutschland und der Deutschen Demokratischen Republik über die Herstellung der Einheit Deutschlands |
| EinigVtrVbg          | Vereinbarung zwischen der Bundesrepublik Deutschland und der Deutschen Demokratischen Republik zur Durchführung und Auslegung des am 31. August 1990 in Berlin unterzeichneten Vertrages zwischen der Bundesrepublik Deutschland und der Deutschen Demokratischen Republik über die Herstellung der Einheit Deutschlands - Einigungsvertrag - |
| EmsDolVtr NLD        | Vertrag zwischen der Bundesrepublik Deutschland und dem Königreich der Niederlande über die Regelung der Zusammenarbeit in der Emsmündung |
| ESMVtr               | Vertrag zur Einrichtung des Europäischen Stabilitätsmechanismus zwischen dem Königreich Belgien, der Bundesrepublik Deutschland, der Republik Estland, Irland, der Hellenischen Republik, dem Königreich Spanien, der Französischen Republik, der Italienischen Republik, der Republik Zypern, dem Großherzogtum Luxemburg, Malta, dem Königreich der Niederlande, der Republik Österreich, der Portugiesischen Republik, der Republik Slowenien, der Slowakischen Republik und der Republik Finnland |
| EuAuslfÜbkErgVtr AUT | Vertrag zwischen der Bundesrepublik Deutschland und der Republik Österreich über die Ergänzung des Europäischen Auslieferungsübereinkommens vom 13. Dezember 1957 und die Erleichterung seiner Anwendung |
| EuAuslfÜbkErgVtr CHE | Vertrag zwischen der Bundesrepublik Deutschland und der Schweizerischen Eidgenossenschaft über die Ergänzung des Europäischen Auslieferungsübereinkommens vom 13. Dezember 1957 und die Erleichterung seiner Anwendung |
| EuAuslfÜbkErgVtr ITA | Vertrag zwischen der Bundesrepublik Deutschland und der italienischen Republik über die Ergänzung des Europäischen Auslieferungsübereinkommens vom 13. Dezember 1957 und die Erleichterung seiner Anwendung |
| EuAuslfÜbkErgVtr NLD | Vertrag zwischen der Bundesrepublik Deutschland und dem Königreich der Niederlande über die Ergänzung des Europäischen Auslieferungsübereinkommens vom 13. Dezember 1957 und die Erleichterung seiner Anwendung |
| EuAuslfÜbkErgVtr POL | Vertrag zwischen der Bundesrepublik Deutschland und der Republik Polen über die Ergänzung des Europäischen Auslieferungsübereinkommens vom 13. Dezember 1957 und die Erleichterung seiner Anwendung |
| EUBeitrVtr           | Vertrag zwischen dem Königreich Belgien, dem Königreich Dänemark, der Bundesrepublik Deutschland, der Griechischen Republik, dem Königreich Spanien, der Französischen Republik, Irland, der Italienischen Republik, dem Großherzogtum Luxemburg, dem Königreich der Niederlande, der Portugiesischen Republik, dem Vereinigten Königreich Großbritannien und Nordirland (Mitgliedstaaten der Europäischen Union) und dem Königreich Norwegen, der Republik Österreich, der Republik Finnland, dem Königreich Schweden über den Beitritt des Königreichs Norwegen, der Republik Österreich, der Republik Finnland und des Königreichs Schweden zur Europäischen Union |
| EUBeitrVtr BGR/ROM   | Vertrag zwischen dem Königreich Belgien, der Tschechischen Republik, dem Königreich Dänemark, der Bundesrepublik Deutschland, der Republik Estland, der Hellenischen Republik, dem Königreich Spanien, der Französischen Republik, Irland, der Italienischen Republik, der Republik Zypern, der Republik Lettland, der Republik Litauen, dem Großherzogtum Luxemburg, der Republik Ungarn, der Republik Malta, dem Königreich der Niederlande, der Republik Österreich, der Republik Polen, der Portugiesischen Republik, der Republik Slowenien, der Slowakischen Republik, der Republik Finnland, dem Königreich Schweden, dem Vereinigten Königreich Großbritannien und Nordirland (Mitgliedstaaten der Europäischen Union) und der Republik Bulgarien und Rumänien über den Beitritt der Republik Bulgarien und Rumäniens zur Europäischen Union      |
| EUBeitrVtr CZEua     | Vertrag über den Beitritt der Tschechischen Republik, der Republik Estland, der Republik Zypern, der Republik Lettland, der Republik Litauen, der Republik Ungarn, der Republik Malta, der Republik Polen, der Republik Slowenien und der Slowakischen Republik zur Europäischen Union |
| EUBeitrVtr HRV       | Vertrag zwischen dem Königreich Belgien, der Republik Bulgarien, der Tschechischen Republik, dem Königreich Dänemark, der Bundesrepublik Deutschland, der Republik Estland, Irland, der Hellenischen Republik, dem Königreich Spanien, der Französischen Republik, der Italienischen Republik, der Republik Zypern, der Republik Lettland, der Republik Litauen, dem Großherzogtum Luxemburg, der Republik Ungarn, der Republik Malta, dem Königreich der Niederlande, der Republik Österreich, der Republik Polen, der Portugiesischen Republik, Rumänien, der Republik Slowenien, der Slowakischen Republik, der Republik Finnland, dem Königreich Schweden, dem Vereinigten Königreich Großbritannien und Nordirland (Mitgliedstaaten der Europäischen Union) und der Republik Kroatien über den Beitritt der Republik Kroatien zur Europäischen Union |
| EuRHiÜbkErgVtr CHE   | Vertrag zwischen der Bundesrepublik Deutschland und der Schweizerischen Eidgenossenschaft über die Ergänzung des Europäischen Übereinkommens über die Rechtshilfe in Strafsachen vom 20. April 1959 und die Erleichterung seiner Anwendung |
| EuRHiÜbkErgVtr ISR   | Vertrag zwischen der Bundesrepublik Deutschland und dem Staat Israel über die Ergänzung des Europäischen Übereinkommens vom 20. April 1959 über die Rechtshilfe in Strafsachen und die Erleichterung seiner Anwendung |
| EuRHiÜbkErgVtr POL   | Vertrag zwischen der Bundesrepublik Deutschland und der Republik Polen über die Ergänzung des Europäischen Übereinkommens vom 20. April 1959 über die Rechtshilfe in Strafsachen und die Erleichterung seiner Anwendung |
| EuRHiÜbkVtr AUT      | Vertrag zwischen der Bundesrepublik Deutschland und der Republik Österreich über die Ergänzung des Europäischen Übereinkommens vom 20. April 1959 über die Rechtshilfe in Strafsachen und die Erleichterung seiner Anwendung |
| EuRHiÜbkVtr FRA      | Vertrag zwischen der Bundesrepublik Deutschland und der Französischen Republik zu dem Europäischen Übereinkommen vom 20. April 1959 über die Rechtshilfe in Strafsachen |
| EuRHiÜbkVtr ITA      | Vertrag zwischen der Bundesrepublik Deutschland und der Italienischen Republik über die Ergänzung des Europäischen Übereinkommens vom 20. April 1959 über die Rechtshilfe in Strafsachen und die Erleichterung seiner Anwendung |
| EuRHiÜbkVtr NLD      | Vertrag zwischen der Bundesrepublik Deutschland und dem Königreich der Niederlande über die Ergänzung des Europäischen Übereinkommens vom 20. April 1959 über die Rechtshilfe in Strafsachen und die Erleichterung seiner Anwendung |
| EUVtr Amst           | Vertrag von Amsterdam zur Änderung des Vertrags über die Europäische Union, der Verträge zur Gründung der Europäischen Gemeinschaften sowie einiger damit zusammenhängender Rechtsakte |
| EUVtr Liss           | Vertrag von Lissabon zur Änderung des Vertrags über die Europäische Union und des Vertrags zur Gründung der Europäischen Gemeinschaft |
| EUVtr Nizza          | Vertrag von Nizza zur Änderung des Vertrags über die Europäische Union, der Verträge zur Gründung der Europäischen Gemeinschaften sowie einiger damit zusammenhängender Rechtsakte |
| EWGVtr               | Vertrag zur Gründung der Europäischen Wirtschaftsgemeinschaft |

| F                 | |
| FehmarnbeltqVtr   | Vertrag zwischen der Bundesrepublik Deutschland und dem Königreich Dänemark über eine Feste Fehmarnbeltquerung |
| FinAusglVtr AUT   | Vertrag zwischen der Bundesrepublik Deutschland und der Republik Österreich zur Regelung von Schäden der Vertriebenen, Umsiedler und Verfolgten, über weitere finanzielle Fragen und Fragen aus dem sozialen Bereich |
| FinVermStVtr      | Staatsvertrag über die abschließende Aufteilung des Finanzvermögens gemäß Artikel 22 des Einigungsvertrages zwischen dem Bund, den neuen Ländern und dem Land Berlin (Finanzvermögen-Staatsvertrag) |
| FlugkmkRBÜbk      | Übereinkommen zwischen den Vereinigten Staaten von Amerika und dem Königreich Belgien, der Bundesrepublik Deutschland, der italienischen Republik, dem Königreich der Niederlande und dem Vereinigten Königreich Großbritannien und Nordirland über Inspektionen in bezug auf den Vertrag zwischen den Vereinigten Staaten von Amerika und der Union der Sozialistischen Sowjetrepubliken über die Beseitigung ihrer Flugkörper mittlerer und kürzerer Reichweite |
| FluHfSalzbVtr AUT | Vertrag zwischen der Bundesrepublik Deutschland und der Republik Österreich über Auswirkungen der Anlage und des Betriebes des Flughafens Salzburg auf das Hoheitsgebiet der Bundesrepublik Deutschland |
| FMVtr 1965        | Internationaler Fernmeldevertrag (Montreux 1965) |
| FMVtr 1973        | Internationaler Fernmeldevertrag |
| FMVtr 1982        | Internationaler Fernmeldevertrag Nairobi 1982 |

| G                    | |
| GDtWahlVDVtr         | Vertrag zur Vorbereitung und Durchführung der ersten gesamtdeutschen Wahl des Deutschen Bundestages zwischen der Bundesrepublik Deutschland und der Deutschen Demokratischen Republik |
| GDtWahlVDVtrÄndVtr   | Vertrag zur Änderung des Vertrages zur Vorbereitung und Durchführung der ersten gesamtdeutschen Wahl des Deutschen Bundestages zwischen der Bundesrepublik Deutschland und der Deutschen Demokratischen Republik |
| GGArt91cVtr          | Vertrag über die Errichtung des IT-Planungsrats und über die Grundlagen der Zusammenarbeit beim Einsatz der Informationstechnologie in den Verwaltungen von Bund und Ländern – Vertrag zur Ausführung von Artikel 91c GG (Anlage des Gesetzes zum Vertrag über die Errichtung des IT-Planungsrats und über die Grundlagen der Zusammenarbeit beim Einsatz der Informationstechnologie in den Verwaltungen von Bund und Ländern – Vertrag zur Ausführung von Artikel 91c GG) |
| GlPrZBKnV            | Verordnung zur Gleichstellung der bei der Bundesknappschaft erworbenen Prüfungszeugnisse über das Bestehen der Prüfung nach dem Tarifvertrag über die Fortbildung von Angestellten mit Zeugnissen zur Sozialversicherungsfachwirtin oder zum Sozialversicherungsfachwirt – Fachrichtung knappschaftliche Sozialversicherung |
| GrAbfertVtr AUT 1962 | Vertrag zwischen der Bundesrepublik Deutschland und der Republik Österreich über Zollerleichterungen im kleinen Grenzverkehr und im Durchgangsverkehr |
| GrAbfertVtr AUT 1967 | Vertrag zwischen der Bundesrepublik Deutschland und der Republik Österreich über zoll- und paßrechtliche Fragen, die sich an der deutsch-österreichischen Grenze bei Staustufen und Grenzbrücken ergeben |
| GrÄndStVtr BB/MV     | Staatsvertrag zwischen den Ländern Brandenburg und Mecklenburg-Vorpommern über die Änderung der gemeinsamen Landesgrenze |
| GrÄndStVtr BB/SN     | Staatsvertrag zwischen dem Land Brandenburg und dem Freistaat Sachsen über die Änderung der gemeinsamen Landesgrenze (Anlage zur Bekanntmachung über den Abschluss und das Inkrafttreten des Staatsvertrages zwischen dem Land Brandenburg und dem Freistaat Sachsen über die Änderung der gemeinsamen Landesgrenze) |
| GrÄndStVtr BB/ST     | Staatsvertrag zwischen den Ländern Brandenburg und Sachsen-Anhalt über die Änderung der gemeinsamen Landesgrenze |
| GrÄndStVtr BR/ND     | Staatsvertrag zwischen der Freien Hansestadt Bremen und dem Land Niedersachsen über die Änderung der gemeinsamen Landesgrenze (Anlage zur Bekanntmachung über den Abschluss und das Inkrafttreten des Staatsvertrages zwischen der Freien Hansestadt Bremen und dem Land Niedersachsen über die Änderung der gemeinsamen Landesgrenze) |
| GrÄndStVtr BW/BY 2   | Zweiter Staatsvertrag zwischen dem Freistaat Bayern und dem Land Baden-Württemberg über die Änderung der Landesgrenze |
| GrÄndStVtr BW/BY 3   | Dritter Staatsvertrag zwischen dem Freistaat Bayern und dem Land Baden-Württemberg über die Änderung der Landesgrenze |
| GrÄndStVtr BW/HE     | Staatsvertrag zwischen dem Land Baden-Württemberg und dem Land Hessen über eine Änderung der Landesgrenze (Anlage zur Bekanntmachung über den Abschluß und das Inkrafttreten des Staatsvertrages zwischen dem Land Baden-Württemberg und dem Land Hessen über eine Änderung der Landesgrenze) |
| GrÄndStVtr HE/ND     | Staatsvertrag zwischen dem Land Hessen und dem Land Niedersachsen über die Änderung der gemeinsamen Landesgrenze (Anlage zur Bekanntmachung über den Abschluss und das Inkrafttreten des Staatsvertrages zwischen dem Land Hessen und dem Land Niedersachsen über die Änderung der gemeinsamen Landesgrenze) |
| GrÄndStVtr HE/NW     | Staatsvertrag zwischen dem Land Hessen und dem Land Nordrhein-Westfalen über Änderungen der gemeinsamen Landesgrenze (Anlage zur Bekanntmachung über den Abschluss und das Inkrafttreten des Staatsvertrages zwischen dem Land Hessen und dem Land Nordrhein-Westfalen über Änderungen der gemeinsamen Landesgrenze) |
| GrÄndStVtr MV/ND     | Staatsvertrag zwischen den Ländern Mecklenburg-Vorpommern und Niedersachsen über die Umgliederung der Gemeinden im ehemaligen Amt Neuhaus und anderer Gebiete nach Niedersachsen |
| GrÄndStVtr NW/RP     | Staatsvertrag zwischen dem Land Nordrhein-Westfalen und dem Land Rheinland-Pfalz über die Änderung der gemeinsamen Landesgrenze |
| GrÄndStVtr SL/RP     | Staatsvertrag zwischen dem Saarland und dem Land Rheinland-Pfalz über eine Änderung der gemeinsamen Landesgrenze |
| GrÄndStVtr SN/TH     | Staatsvertrag zwischen dem Freistaat Sachsen und dem Land Thüringen über die Änderung der gemeinsamen Landesgrenze |
| GrÄndStVtr SN/TH 2   | Zweiter Staatsvertrag zwischen dem Freistaat Sachsen und dem Freistaat Thüringen über die Änderung der gemeinsamen Landesgrenze |
| GrÄndStVtr2 ND/NW    | Zweiter Staatsvertrag zwischen den Ländern Niedersachsen und Nordrhein-Westfalen über Änderungen der gemeinsamen Landesgrenze |
| GrÄndStVtr3 ND/NW    | Dritter Staatsvertrag zwischen den Ländern Niedersachsen und Nordrhein-Westfalen über Änderungen der gemeinsamen Landesgrenze |
| GrBerichtVtr NLD 1   | Vertrag zwischen der Bundesrepublik Deutschland und dem Königreich der Niederlande über Grenzberichtigungen (Erster Grenzberichtigungsvertrag) |
| GrBerichtVtr NLD 2   | Zweiter Vertrag zwischen der Bundesrepublik Deutschland und dem Königreich der Niederlande über Grenzberichtigungen (Zweiter Grenzberichtigungsvertrag) |
| GrBerKrAC/MalVtr BEL | Vertrag zwischen der Bundesrepublik Deutschland und dem Königreich Belgien über die Berichtigung der deutsch-belgischen Grenze im Bereich der regulierten Grenzgewässer Breitenbach und Schwarzbach, Kreise Aachen und Malmedy |
| GrBrückAbk CES       | Vertrag zwischen der Bundesrepublik Deutschland und der Tschechischen Republik über den Bau einer Grenzbrücke an der gemeinsamen Staatsgrenze im Zuge der Europastraße E 49 |
| GrenzgSteinKVtr NLD  | Vertrag zwischen der Bundesrepublik Deutschland und dem Königreich der Niederlande über den Abbau von Steinkohlen im deutsch-niederländischen Grenzgebiet westlich Wegberg-Brüggen |
| GrenzVerkVtr AUT 1   | Vertrag zwischen der Bundesrepublik Deutschland und der Republik Österreich über den Durchgangsverkehr auf der Roßfeldstraße |
| GrenzVerkVtr AUT 2   | Vertrag zwischen der Bundesrepublik Deutschland und der Republik Österreich über den Durchgangsverkehr auf den Straßen an der Walchen Ache und am Pittenbach sowie zum Bächen- und Rißtal im deutschen und österreichischen Grenzgebiet |
| GrenzVtr BEL         | Vertrag zwischen der Bundesrepublik Deutschland und dem Königreich Belgien über eine Berichtigung der deutsch-belgischen Grenze und andere die Beziehungen zwischen beiden Ländern betreffende Fragen |
| GrenzVtr NLD         | Vertrag zwischen der Bundesrepublik Deutschland und dem Königreich der Niederlande über den Verlauf der gemeinsamen Landesgrenze, die Grenzgewässer, den grenznahen Grundbesitz, den grenzüberschreitenden Binnenverkehr und andere Grenzfragen |
| GrenzVtr POL         | Vertrag zwischen der Bundesrepublik Deutschland und der Republik Polen über die Bestätigung der zwischen ihnen bestehenden Grenze |

| K              | |
| KonkRVtr AUT   | Vertrag zwischen der Bundesrepublik Deutschland und der Republik Österreich auf dem Gebiet des Konkurs- und Vergleichs-(Ausgleichs-)rechts |
| KOVVtr AUT     | Vertrag zwischen der Bundesrepublik Deutschland und der Republik Österreich über Kriegsopferversorgung und Beschäftigung Schwerbeschädigter |
| KOVVtr ESP     | Vertrag zwischen der Bundesrepublik Deutschland und dem Spanischen Staat über Kriegsopferversorgung |
| KOVVtrZVtr AUT | Zusatzvertrag zur Durchführung und Ergänzung des Vertrages vom 7. Mai 1963 zwischen der Bundesrepublik Deutschland und der Republik Österreich über Kriegsopferversorgung und Beschäftigung Schwerbeschädigter                                        |
| KrBesReglVtr   | Vertrag zur Regelung aus Krieg und Besatzung entstandener Fragen (in der gemäß Liste IV zu dem am 23. Oktober 1954 in Paris unterzeichneten Protokoll über die Beendigung des Besatzungsregimes in der Bundesrepublik Deutschland geänderten Fassung) |
| KSEVtr         | Vertrag über Konventionelle Streitkräfte in Europa |
| KWaffVtr       | Vertrag über die Nichtverbreitung von Kernwaffen |

| M                | |
| MoselVtr FRA/LUX | Vertrag zwischen der Bundesrepublik Deutschland, der Französischen Republik und dem Großherzogtum Luxemburg über die Schiffbarmachung der Mosel |

| N       |                     |
| NATOVtr | Nordatlantikvertrag |

| R                   | |
| RheinAusbVtr        | Vertrag zwischen der Bundesrepublik Deutschland und der Französischen Republik über den Ausbau des Rheins zwischen Kehl/Straßburg und Neuburgweier/Lauterburg                   |
| RheinAutobBrückVtr  | Vertrag zwischen der Bundesrepublik Deutschland und der Französischen Republik über den Bau einer Autobahnbrücke über den Rhein zwischen Steinenstadt und Ottmarsheim           |
| RheinBrückEschauVtr | Vertrag zwischen der Bundesrepublik Deutschland und der Französischen Republik über den Bau einer Straßenbrücke über den Rhein zwischen Altenheim und Eschau                    |
| RheinfallVtr CHE    | Vertrag zwischen der Bundesrepublik Deutschland und der Schweizerischen Eidgenossenschaft über die Bereinigung der Grenze im Abschnitt Konstanz-Neuhausen am Rheinfall          |
| RheinSchVtr         | Vertrag zwischen der Bundesrepublik Deutschland und der Schweizerischen Eidgenossenschaft über die Schiffahrt auf dem Untersee und dem Rhein zwischen Konstanz und Schaffhausen |
| RheinStrBrückVtr    | Vertrag zwischen der Bundesrepublik Deutschland und der Französischen Republik über den Bau einer Straßenbrücke über den Rhein zwischen Weil am Rhein und Hüningen              |
| RHiVtr CAN          | Vertrag zwischen der Bundesrepublik Deutschland und Kanada über die Rechtshilfe in Strafsachen                                                                                  |
| RHiVtr PRT          | Vertrag zwischen der Bundesrepublik Deutschland und der Republik von Portugal über die Auslieferung und die Rechtshilfe in Strafsachen                                          |
| RHiVtr TUN          | Vertrag zwischen der Bundesrepublik Deutschland und der Tunesischen Republik über die Auslieferung und die Rechtshilfe in Strafsachen                                           |
| RHiVtr YUG          | Vertrag zwischen der Bundesrepublik Deutschland und der Sozialistischen Föderativen Republik Jugoslawien über die Rechtshilfe in Strafsachen                                    |

| S                 | |
| SaarVtr           | Vertrag zwischen der Bundesrepublik Deutschland und der Französischen Republik zur Regelung der Saarfrage |
| SchSichVtr 1960   | Internationaler Schiffsicherheitsvertrag von 1960 |
| SchwarzArbVtr NLD | Vertrag zwischen der Bundesrepublik Deutschland und dem Königreich der Niederlande über die Zusammenarbeit bei der Bekämpfung des grenzüberschreitenden Missbrauchs bei Sozialversicherungsleistungen und -beiträgen durch Erwerbstätigkeit und bei Leistungen der Grundsicherung für Arbeitsuchende sowie von nicht angemeldeter Erwerbstätigkeit und illegaler grenzüberschreitender Leiharbeit |
| StGrenzVtr AUT    | Vertrag zwischen der Bundesrepublik Deutschland und der Republik Österreich über den Verlauf der gemeinsamen Staatsgrenze im Grenzabschnitt „Dreieckmark-Dandlbachmündung“ und in einem Teil des Grenzabschnittes „Scheibelberg-Bodensee“ sowie über Befugnisse der Grenzkommission |
| StGrenzVtr LUX    | Vertrag zwischen der Bundesrepublik Deutschland und dem Großherzogtum Luxemburg über den Verlauf der gemeinsamen Staatsgrenze |
| StreitkrAVtr SUN  | Vertrag zwischen der Bundesrepublik Deutschland und der Union der Sozialistischen Sowjetrepubliken über die Bedingungen des befristeten Aufenthalts und die Modalitäten des planmäßigen Abzugs der sowjetischen Truppen aus dem Gebiet der Bundesrepublik Deutschland |
| StrKrAufenthVtr   | Vertrag über den Aufenthalt ausländischer Streitkräfte in der Bundesrepublik Deutschland |
| SVVtr YUG         | Vertrag zwischen der Bundesrepublik Deutschland und der Föderativen Volksrepublik Jugoslawien über die Regelung gewisser Forderungen aus der Sozialversicherung |

| T    |                                          |
| TVöD | Tarifvertrag für den öffentlichen Dienst |

| U              | |
| UrkBefrVtr ITA | Vertrag zwischen der Bundesrepublik Deutschland und der Italienischen Republik über den Verzicht auf die Legalisation von Urkunden |

| V                  | |
| VermRglVtr ISR/AUS | Vertrag zwischen der Bundesrepublik Deutschland und dem Australischen Bund über die Aufteilung der von der Regierung des Staates Israel für das deutsche weltliche Vermögen in Israel gezahlten Entschädigung auf Deutschland und Australien                                                    |
| VollstrVtr ESP     | Vertrag zwischen der Bundesrepublik Deutschland und Spanien über die Anerkennung und Vollstreckung von gerichtlichen Entscheidungen und Vergleichen sowie vollstreckbaren öffentlichen Urkunden in Zivil- und Handelssachen                                                                     |
| VollstrVtr GRC     | Vertrag zwischen der Bundesrepublik Deutschland und dem Königreich Griechenland über die gegenseitige Anerkennung und Vollstreckung von gerichtlichen Entscheidungen, Vergleichen und öffentlichen Urkunden in Zivil- und Handelssachen                                                         |
| VollstrVtr ISR     | Vertrag zwischen der Bundesrepublik Deutschland und dem Staat Israel über die gegenseitige Anerkennung und Vollstreckung gerichtlicher Entscheidungen in Zivil- und Handelssachen |
| VollstrVtr NLD     | Vertrag zwischen der Bundesrepublik Deutschland und dem Königreich der Niederlande über die gegenseitige Anerkennung und Vollstreckung gerichtlicher Entscheidungen und anderer Schuldtitel in Zivil- und Handelssachen                                                                         |
| VollstrVtr NOR     | Vertrag zwischen der Bundesrepublik Deutschland und dem Königreich Norwegen über die gegenseitige Anerkennung und Vollstreckung gerichtlicher Entscheidungen und anderer Schuldtitel in Zivil- und Handelssachen                                                                                |
| VollstrVtr TUN     | Vertrag zwischen der Bundesrepublik Deutschland und der Tunesischen Republik über Rechtsschutz und Rechtshilfe, die Anerkennung und Vollstreckung gerichtlicher Entscheidungen in Zivil- und Handelssachen sowie über die Handelsschiedsgerichtsbarkeit                                         |
| Vtr LUX            | Vertrag zwischen der Bundesrepublik Deutschland und dem Großherzogtum Luxemburg |
| VwGmbHVtr          | Vertrag über die Regelung der Rechtsverhältnisse bei der Volkswagenwerk Gesellschaft mit beschränkter Haftung und über die Errichtung einer „Stiftung Volkswagenwerk“ (Anlage zum Gesetz über die Regelung der Rechtsverhältnisse bei der Volkswagenwerk Gesellschaft mit beschränkter Haftung) |

| W               | |
| WaStrÜbgVtr     | Staatsvertrag betreffend den Übergang der Wasserstraßen von den Ländern auf das Reich (Anhang zum Gesetz über die vermögensrechtlichen Verhältnisse der Bundeswasserstraßen)                                                                                             |
| WGemRefKiVtr    | Vertrag zwischen der Bundesrepublik Deutschland, vertreten durch den Bundesminister des Innern, und der Weltgemeinschaft Reformierter Kirchen – Körperschaft des öffentlichen Rechts – vertreten durch den Präsidenten, den Generalsekretär und den Generalschatzmeister |
| WGLeistVtr ITA  | Vertrag zwischen der Bundesrepublik Deutschland und der Italienischen Republik über Leistungen zugunsten italienischer Staatsangehöriger, die von nationalsozialistischen Verfolgungsmaßnahmen betroffen worden sind                                                     |
| WPostVtr 1999   | Weltpostvertrag |
| WWSUVtr         | Vertrag über die Schaffung einer Währungs-, Wirtschafts- und Sozialunion zwischen der Bundesrepublik Deutschland und der Deutschen Demokratischen Republik |
| WWSUVtrAnl I    | Bestimmungen über die Währungsunion und über die Währungsumstellung (Anlage I zu dem Vertrag über die Schaffung einer Währungs-, Wirtschafts- und Sozialunion zwischen der Bundesrepublik Deutschland und der Deutschen Demokratischen Republik)                         |
| WWSUVtrAnl VIII | Allgemeine Verfahrensvorschriften für das Schiedsgericht (Anlage VIII zu dem Vertrag über die Schaffung einer Währungs-, Wirtschafts- und Sozialunion zwischen der Bundesrepublik Deutschland und der Deutschen Demokratischen Republik)                                 |

| Z                 | |
| ZJDVtr            | Vertrag zwischen der Bundesrepublik Deutschland, vertreten durch den Bundeskanzler, und dem Zentralrat der Juden in Deutschland - Körperschaft des öffentlichen Rechts -, vertreten durch den Präsidenten und die Vizepräsidenten |
| ZJDVtrÄndVtr      | Vertrag zwischen der Bundesrepublik Deutschland, vertreten durch den Bundesminister des Innern, und dem Zentralrat der Juden in Deutschland — Körperschaft des öffentlichen Rechts —, vertreten durch die Präsidentin und die Vizepräsidenten, zur Änderung des Vertrages vom 27. Januar 2003 zwischen der Bundesrepublik Deutschland und dem Zentralrat der Juden in Deutschland — Körperschaft des öffentlichen Rechts —                                                         |
| ZJDVtrÄndVtr 2011 | Vertrag zwischen der Bundesrepublik Deutschland, vertreten durch den Bundesminister des Innern, und dem Zentralrat der Juden in Deutschland – Körperschaft des öffentlichen Rechts –, vertreten durch den Präsidenten und die Vizepräsidenten, zur Änderung des Vertrages vom 27. Januar 2003, in der Fassung des Änderungsvertrages vom 3. März 2008 zwischen der Bundesrepublik Deutschland und dem Zentralrat der Juden in Deutschland – Körperschaft des öffentlichen Rechts – |
| ZPVtr AUT         | Vertrag zwischen der Bundesrepublik Deutschland und der Republik Österreich über die gegenseitige Anerkennung und Vollstreckung von gerichtlichen Entscheidungen, Vergleichen und öffentlichen Urkunden in Zivil- und Handelssachen |